# St. Jakobus (Berolzheim)

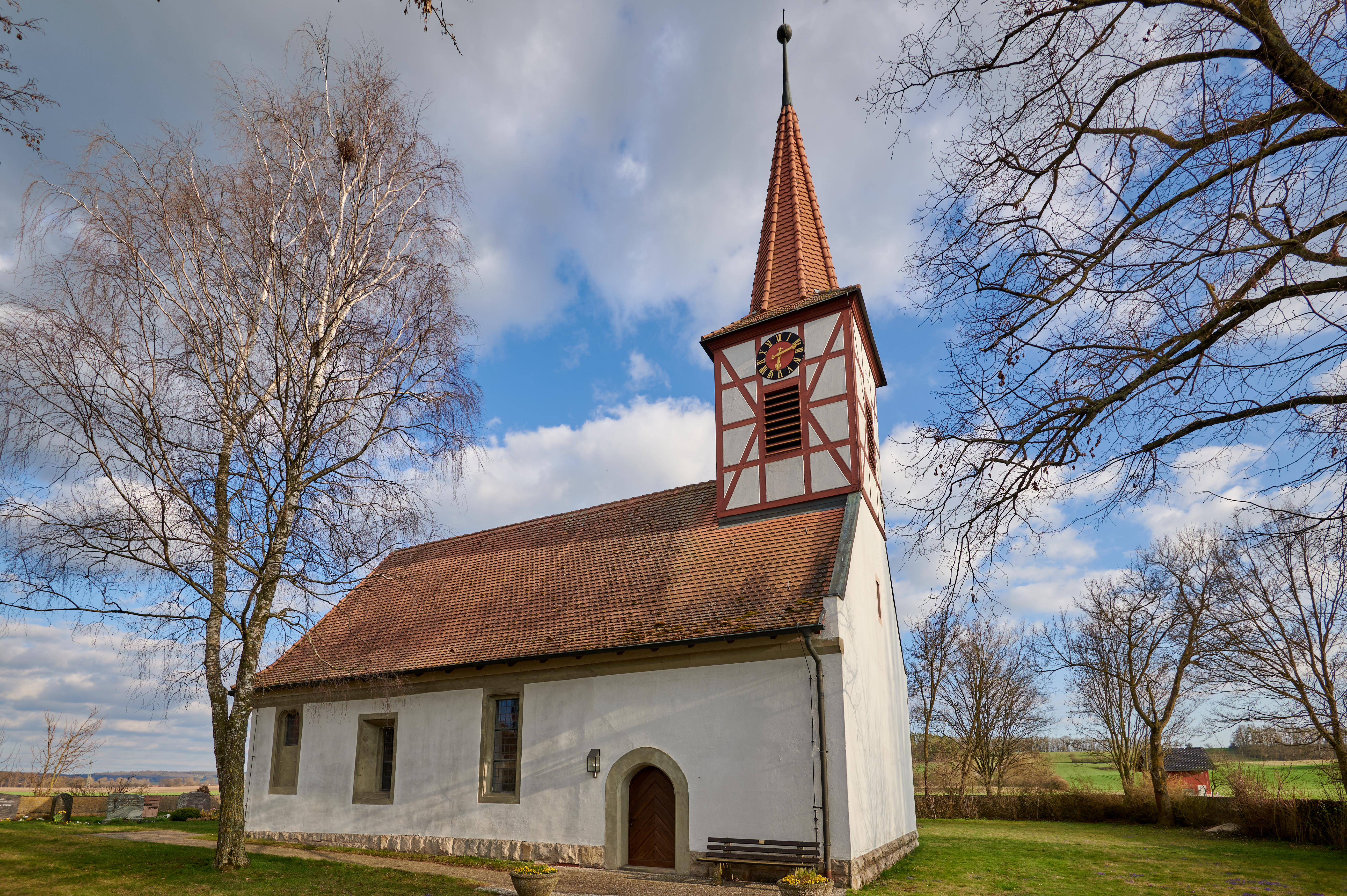
St. Jakobus (Berolzheim)

Die evangelische Filialkirche St. Jakobus ist ein denkmalgeschütztes Kirchengebäude, das in Berolzheim, einem Gemeindeteil der Stadt Bad Windsheim im Landkreis Neustadt an der Aisch-Bad Windsheim (Mittelfranken, Bayern) steht. Das Bauwerk ist unter der Denkmalnummer D-5-75-112-249 als Baudenkmal in die Bayerische Denkmalliste eingetragen. Die Kirchengemeinde gehört zur Tiefgrundpfarrei des Dekanats Bad Windsheim im Kirchenkreis Ansbach-Würzburg der Evangelisch-Lutherischen Kirche in Bayern.

## Beschreibung
Die Saalkirche mit dreiseitigem Schluss des Chors wurde in der zweiten Hälfte des 16. Jahrhunderts über einem älteren Kern gebaut. Aus dem Satteldach des Langhauses erhebt sich im Westen ein quadratischer Dachreiter aus Holzfachwerk, der die Turmuhr und den Glockenstuhl beherbergt. 
Im Langhaus wurden im 16./17. Jahrhundert Emporen eingebaut. Der Innenraum ist mit einem hölzernen Tonnengewölbe überspannt.